# Autoritatea Europeană pentru Asigurări și Pensii Ocupaționale
Autoritatea europeană pentru asigurări și pensii ocupaționale (EIOPA) este o instituție de reglementare financiară a Uniunii Europene care a înlocuit Consiliul supraveghetorilor europeni pentru asigurări și pensii ocupaționale (CEIOPS). Este stabilit în 1094/2010 temeiul Regulamentului UE 1094/2010.
AEAPO este una dintre cele trei autorități europene de supraveghere responsabile de supravegherea microprudențială la nivelul Uniunii Europene, fiind parte a Sistemului european de supraveghere financiară.

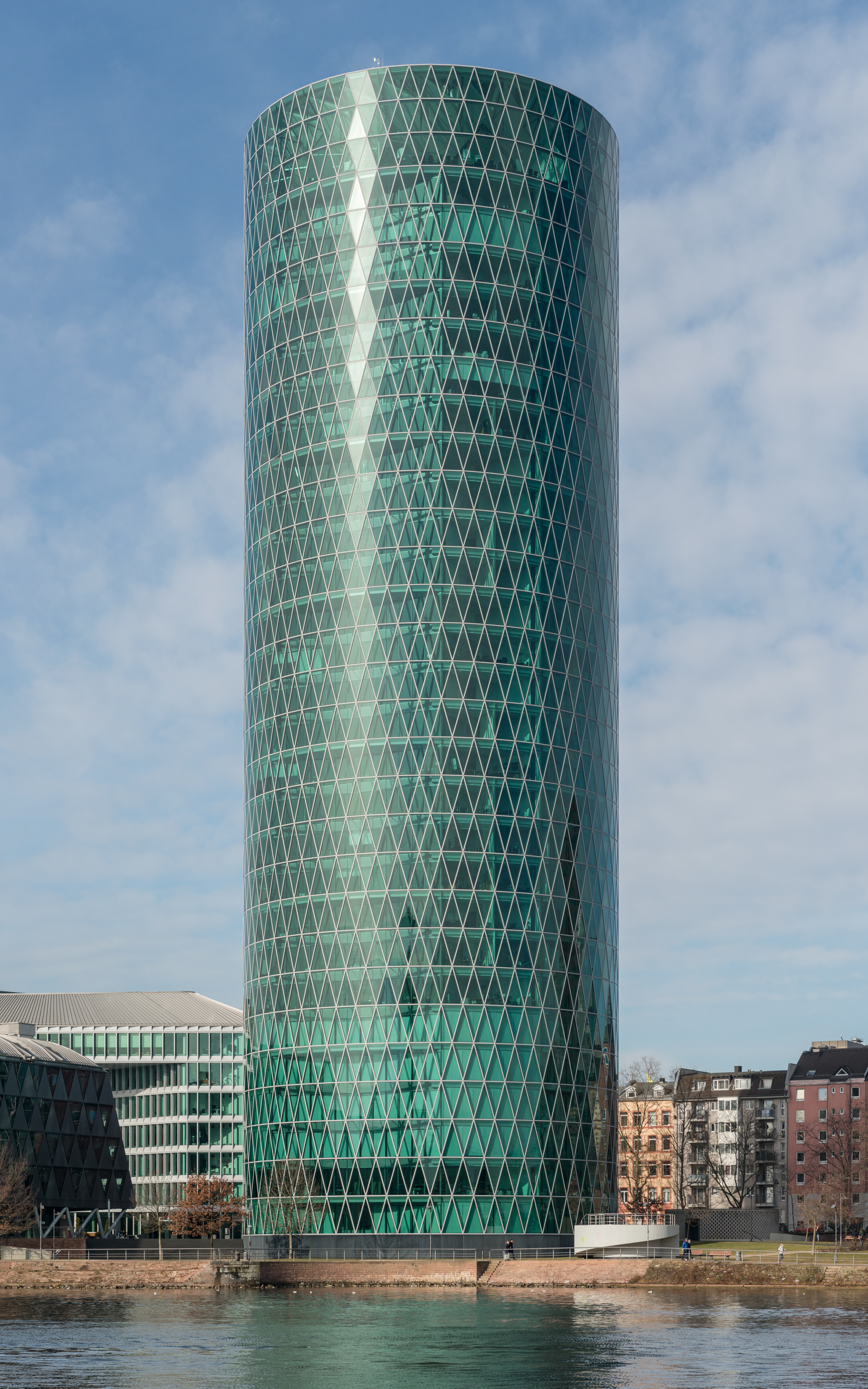
Turnul Westhafen din Frankfurt, sediul EIOPA